# Lady Chatterley's Lover (2022)
Lady Chatterley's Lover is een romantische dramafilm uit 2022, geregisseerd door Laure de Clermont-Tonnerre op basis van een adaptatie door David Magee van D.H. Lawrence' klassieke roman Lady Chatterley's Lover (1928). In de hoofdrollen spelen Emma Corrin en Jack O'Connell. De film werd eind 2022 uitgebracht door Netflix en werd goed onthaald.

## Rolverdeling
| Acteur           | Personage                                |
| ---------------- | ---------------------------------------- |
| Emma Corrin      | Constance (Connie) Reid, Lady Chatterley |
| Jack O'Connell   | Oliver Mellors                           |
| Matthew Duckett  | Sir Clifford Chatterley                  |
| Joely Richardson | Mrs. Bolton                              |
| Ella Hunt        | Mrs. Flint                               |
| Faye Marsay      | Hilda                                    |